# 卡爾·安東·拉森
卡爾·安東·拉森（挪威語：Carl Anton Larsen，1860年8月7日—1924年12月8日）是挪威南極探險家，首次於南極發現了化石，因而獲得皇家地理學會的回饋授權。1893年12月，他成為首位在南極洲拉森冰棚上滑雪的人。拉森也被視為英國南極領地南喬治亞島古利德維肯港和南極海域捕鯨業的奠基人。1910年，因為多年居住於南喬治亞島而獲得英國公民身份。身後，一艘捕鯨船以他為名。

## 早年
1860年8月7日，卡爾·安東·拉森出生於挪威奧斯特哈爾森堤卓林鎮，是挪威海軍上校歐爾·克里斯蒂安·拉森和其妻愛仁·安德烈·拉森的兒子。後來，他們舉家搬遷至當時的捕鯨業重鎮桑讷菲尤尔。拉森9歲時，他與其父乘上小型三桅帆船出海獵捕海豹，經常往返北大西洋到英國貿易，只有在秋冬時節才會回到家鄉上學。這樣的情形持續了數年之久，18歲時，他因對大海的強烈嚮往而報考海軍學校的遠洋船員考試，並獲得錄取。由於前些年曾多次到過英國，這讓他了解到學習外語的重要性，而開始自學英語和西班牙語。
拉森急於成為一名船上的海軍軍官，但卻因當時挪威經濟低迷而無法如願。這對拉森來說是個重大的挫折，但他毅然放下自身的自滿心態，成為一名船上的伙食人員，因而體認到食物對船員們情緒的重要性。這個經驗會在往後成為軍官的他有所助益。
拉森後來終於有機會登上三桅帆船跳躍號，成為一名二副，階級僅次於船長、艦上值班軍官和大副。21歲時，拉森回到岸上學習其他知識，並很快的成為船長階級，這代表他可以親自指揮船隻航行全世界。
成為船長後，拉森此時渴望擁有屬於自己的一艘船。但由於他自己沒有能力擔負全新船隻的費用，只好退而求其次買了艘舊三桅帆船和平號。令人惋惜的是，因這艘舊船無法平穩地被操控，在第一次出航時就毀壞了。感到氣餒的拉森很快修復了它，但卻沒有人敢讓他載運貨物。一連串的不幸使年輕的拉森決定首次嘗試捕捉挪威近海的瓶鼻鯨。幸運的是，天生捕鯨能手的拉森經常滿載而歸，一直到1885年，他認為無法再用斯文·弗因捕鯨槍和小型蒸汽獵船捕鯨為止。而後他便想更換新船。

## 第一次挪威南極遠征
拉森搭乘傑森號領導1892年至1894年的挪威南極遠征，途中發現了拉森冰架、弗因海岸、奧斯卡二世地和羅伯遜島。拉森很熟悉這艘船，因為他曾在著名的1888年弗里喬夫·南森格陵蘭遠征搭乘過它。
隨後，拉森指揮南極號參與1901年至1904年的瑞典南極遠征。在這趟任務期間，一些他的隊員們在斯諾希爾島上度過10個月的寒冬。之後，又因為船隻撞上浮冰沉沒，拉森和隊員們只好在島上以企鵝與海豹為食，度過1903年的冬天，直到被阿根廷護衛艦烏拉圭號救起。

## 拉森和南喬治亞島

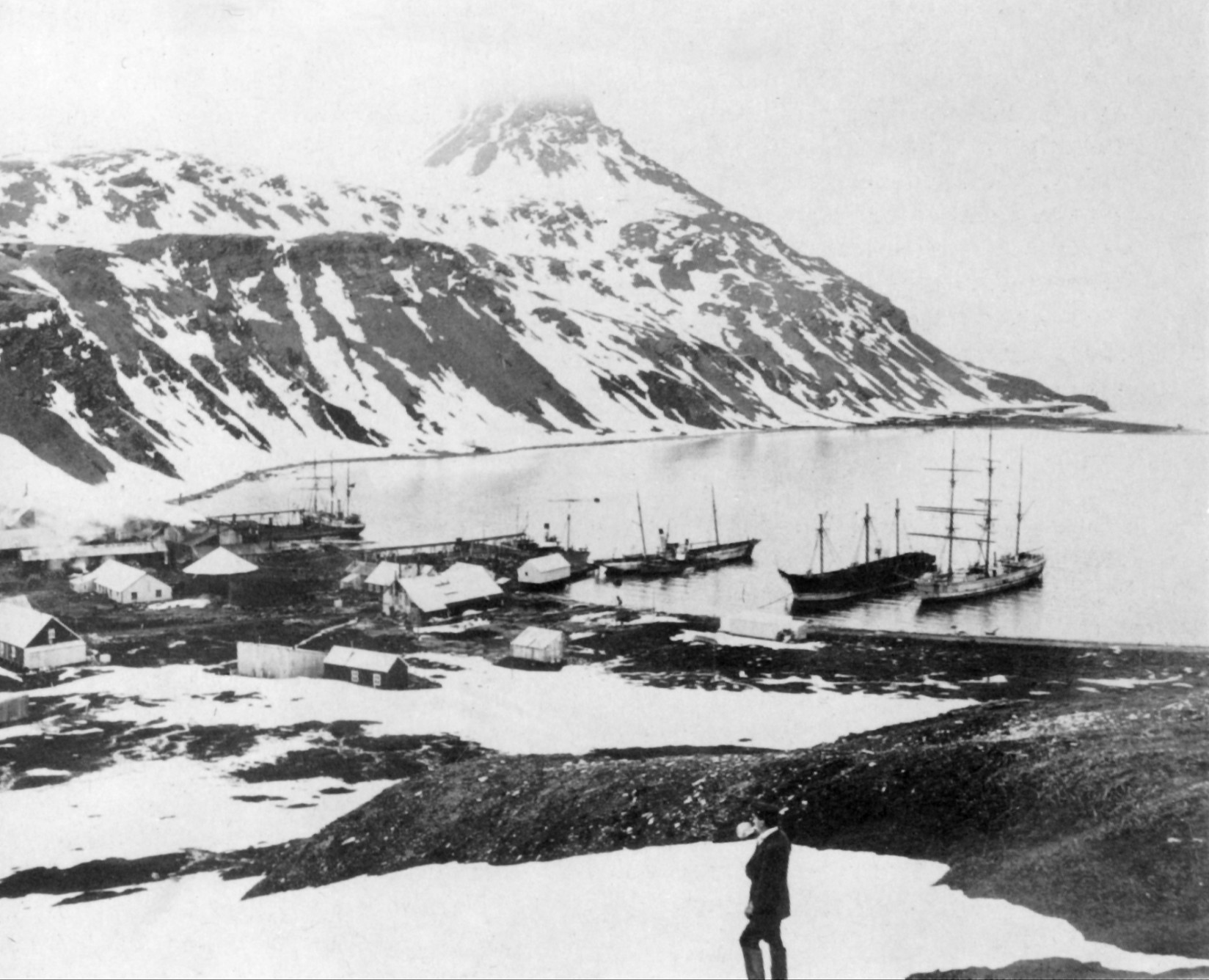
1914年於古利德維肯

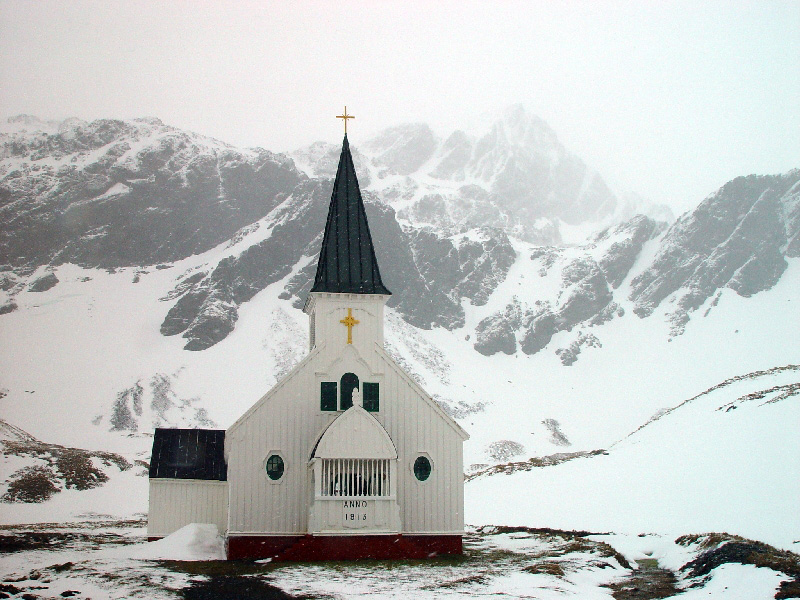
建於1913年的挪威古利德維肯路德教會教堂

1904年，拉森定居於英國南喬治亞島從事捕鯨工作。1904年聖誕夜，他製造出了古利德維肯當地的第一桶鯨魚油。繼阿根廷、挪威、英國的首都之後，拉森在當地建立了第一座南極捕鯨企業阿根廷漁業公司。在後來的數年中，南極海域產出的鯨魚油超過70%的世界佔有率。
身為阿根廷漁業公司的經營者，拉森組織了建設古利德維肯的行動，超過60名挪威人加入這場行動中。他也建立了古利德維肯的氣象觀測站，並從1905年與阿根廷氣象局合作使用直至1949年結束。1902年，拉森在瑞典南極遠征期間建立了捕鯨站點。他也向喬治亞島引入馴鹿，作為他的工作夥伴閒暇狩獵的獵物。
拉森也領導了島上的挪威路德教會教堂的興建工作，先在挪威建造好後再移至當地搭建起來。這座典型挪威風格的教堂，是世界其中一座最南端的教堂，建於1913年聖誕節。1922年，著名英國探險家歐內斯特·沙克爾頓的葬禮也是在此舉行，並葬於教堂旁墓園。
就如同其他捕鯨船長和經營者們，拉森和他的家人們都住在當地，包括他的妻子、三位女兒和兩位兒子。1910年，他們獲得英國公民權，拉森在申請表格上寫道：「我已放棄自己的挪威公民權並定居於此，從1904年11月16日起便在此地從事捕鯨工作，我沒有理由成為除了英國以外的公民，我打算長期居於此地。」

### 書目
- . Australia: Reader's Digest. 1985. ISBN 0-949819-64-6.
- Alberts, Fred G. (编). . Washington: U.S. National Science Foundation. 1980.
- Alexander, Caroline; Hurley, Frank. . London: Bloomsbury. 1998. ISBN 978-0-7475-4123-3.
- Child, Jack. . New York: Praeger Publishers. 1988. ISBN 978-0-275-92886-5.
- Mills, William James. . London: ABC-CLIO Publishing. 2003. ISBN 1-57607-422-6.
- Rabassa, Jorge; Borla, Maria Laura. . London, New York: Taylor and Francis. 2006. ISBN 978-0-415-41379-4.
- Risting, Sigurd. . Oslo: Cappelen Akademiske forlag. 1929 （挪威语）.
- Riffenburgh, Beau.  Vol. 1. London: Taylor and Francis. 2006. ISBN 0-415-97024-5.
- Rubin, Jeff. . Lonely Planet Publications. 2008. ISBN 1-74104-549-5.
- Rubin, Jeff. . Oakland, CA.: Lonely Planet Publications. 1996. ISBN 0-86442-415-9.
- Stewart, Andrew. . 2 vol. set. London: McFarland and Co. 1990. ISBN 0-89950-470-1.
- Villiers, Alan. . London: Routledge & Paul. 1956.

### 線上資源
- . Time Magazine. May 28, 1934  [2009-10-24]. （原始内容存档于2012-11-03）.
- Larsen, Carl Anton. . Norwegian Historical Data Centre.   [2009-10-24]. （原始内容存档于2019-05-13）.

### 引用
1. 1 2  Larsen, Carl Anton. . Norwegian Historical Data Centre.   [23 October 2009]. （原始内容存档于2019-05-13）.
2. ↑  Rabassa, Jorge; Borla, Maria Laura. . Taylor and Francis. 2006-11-21: 40. ISBN 978-0-415-41379-4. [永久]
3. ↑  .   [2006-01-12]. （原始内容存档于2005-12-21）. The James Caird Society
4. ↑  Mills, William James. . ABC-CLIO. 2003: 373–374  [2013-03-26]. ISBN 1-57607-422-6. （原始内容存档于2006-10-21）.
5. ↑  The Island of South Georgia, p. 238 （页面存档备份，存于）, Robert Headland, 1992
6. ↑  Riffenburgh, Beau. . Taylor & Francis, Inc. October 2006: 584  [22 October 2009]. ISBN 0-415-97024-5. （原始内容存档于2012-10-26）.
7. 1 2  Villiers, Alan. . Routledge & Paul. 1956: 179–180  [22 October 2009]. （原始内容存档于2012-10-26）.
8. ↑  Rubin, Jeff. . Lonely Planet Publications. 2008: 40  [22 October 2009]. ISBN 1-74104-549-5. （原始内容存档于2016-06-24）.
9. ↑  Antarctica. Sydney: Reader's Digest, 1985, pp. 126-127, 152-159, 296-297, 305.
10. ↑  Child, Jack. Antarctica and South American Geopolitics: Frozen Lebensraum. New York: Praeger  Publishers, 1988, pp. 13-14, 27-28, 72.
11. ↑  Lonely Planet, Antarctica: a Lonely Planet Travel Survival Kit, Oakland, CA: Lonely Planet Publications, 1996, pp. 23, 278-279, 307.
12. ↑  Business: Whales (Time Magazine. May 28, 1934) http://www.time.com/time/magazine/article/0,9171,754169,00.html?iid=chix-sphere （页面存档备份，存于）
13. ↑  Stewart, Andrew, Antarctica: An Encyclopedia. London: McFarland and Co., 1990 (2 volumes), p. 558.
14. ↑  U.S. National Science Foundation, Geographic Names of the Antarctic, Fred G. Alberts, ed. Washington: NSF, 1980.
15. ↑  Endurance (by Caroline Alexander. London: Bloomsbury. 1998)
16. ↑  Robert K. Headland, The Island of South Georgia, Cambridge University Press, 1984.

## 外部連結
- 船長卡爾·安東·拉森
- 捕鯨船卡爾·安東·拉森號
- 捕鯨站介紹
- 南極探險
- 挪威南極領地（页面存档备份，存于）